# Aga Chan V
Aga Chan V, właśc. książę Rahim al-Ḥussajnī (pers. ‏حیم آقا خان‎, ur. 12 października 1971 w Genewie) – 50. imam nizarytów, 5. aga chan, pełniący swoją funkcję od 4 lutego 2025.

## Wczesne życie i edukacja
Książę Rahim Aga Khan urodził się 12 października 1971 r. w Genewie w Szwajcarii. Jest najstarszym synem i drugim najstarszym z trójki dzieci Aga Chana IV i jego pierwszej żony, księżniczki Salimy Aga Chan (z domu Sarah Croker-Poole), byłej brytyjskiej modelki.
Książę Rahim kształcił się w Stanach Zjednoczonych, gdzie zdobył wykształcenie średnie na Phillips Academy w Andover w stanie Massachusetts (1990), a w 1995 r. ukończył Brown University, uzyskując tytuł licencjata w dziedzinie literatury porównawczej. W 2006 roku ukończył studia podyplomowe z zakresu zarządzania i administracji w Barcelonie w Hiszpanii, na IESE Business School na Uniwersytecie Nawarry.

## Kariera
Książę Rahim aktywnie uczestniczy w zarządzaniu Aga Khan Development Network (AKDN), gdzie od 2020 r. przewodniczy Komitetowi ds. Środowiska i Klimatu AKDN.
Od 2019 roku książę Rahim zasiada w zarządzie lub komitecie wykonawczym kilku agencji AKDN i powiązanych struktur, w tym w Funduszu Rozwoju Gospodarczego im. Aga Chana i Aga Khan University Foundation.
Książę Rahim regularnie podróżuje, aby nadzorować programy i inne projekty AKDN.
Po śmierci Agi Chana IV 4 lutego 2025 r., książę Rahim, zgodnie z wolą jego ojca został mianowany piątym Aga Chanem i 50. imamem nizarytów.  

## Tytuły i odznaczenia

### Tytuł
Tytuły księcia i księżniczki używane są przez Aga Chanów i ich dzieci ze względu na ich pochodzenie po kądzieli od szacha Fath Ali Szacha z perskiej dynastii Kadżarów. Tytuł ten został oficjalnie uznany przez rząd brytyjski w 1938 roku.

### Odznaczenia
- Pakistan:
  -  Nishan-e-Pakistan (NPk, 7 czerwca 2024)[15][16]

## Życie osobiste
Książę Rahim poślubił Kendrę Irene Spears 31 sierpnia 2013 r. w Genewie. Mają dwójkę dzieci: księcia Irfana (ur. 11 kwietnia 2015) i księcia Sinana (ur. 2 stycznia 2017). W 2019 roku kupił dom w Unstad w gminie Vestvågøy w Norwegii. Para rozwiodła się w lutym 2022 roku.